# Geylang International Football Club
Maillots
Actualités
Dernière mise à jour : 20 avril 2010.
Le Geylang International Football Club, plus couramment abrégé en Geyland International, est un club de football singapourien fondé en 1973 et basé à Singapour.
Le club joue au Stade Bedok et est actuellement présidé par Patrick Ang. L'équipe première, entraînée par Noor Ali, évolue en S League.

## Histoire

### Historique du club
- 1973 : fondation du club sous le nom d'International Contract Specialists (Geylang International)
- 1996 : le club est renommé Geylang United FC
- 2013 : Geylang International FC

### Histoire du club
Onze titres de champion de Singapour, six Coupes de Singapour composent le palmarès d'un des clubs les plus titrés du football singapourien.

## Palmarès
| Compétitions nationales |
| --- |
| - Championnat de Singapour (11) : - Champion : 1975, 1976, 1977, 1988, 1989, 1990, 1991, 1992, 1993, 1996, 2001. - Vice-champion : 2003. - Coupe de Singapour (6) : - Vainqueur : 1976, 1978, 1990, 1991, 1995 et 1996. - Finaliste : 1997. |

## Personnalités du club

### Présidents du club
- Patrick Ang

### Entraîneurs du club
| - Seyed Jalal Talebi (1er juillet 1995 - 30 juin 1997) - Scott O'Donell (1er juillet 2003 - 30 juin 2005) - Wayne O'Sullivan (19 septembre 2004 - 22 décembre 2004) - Attaphol Buspakom (1er juillet 2005 - 30 juin 2006) - Mike Wong Mun Heng (26 mars 2009 - 16 mars 2012) - Vedhamuthu Kanan (29 février 2012 - 19 mars 2014) | - Jörg Steinebrunner (21 mars 2014 - 31 décembre 2015) - Hasrin Jailani (1er janvier 2016 - 20 juin 2017) - Noor Ali (20 juin 2017 - 1er février 2018) - Hirotaka Usui (1er janvier 2018 - 21 décembre 2018) - Noor Ali (21 décembre 2018 - ) |

### Joueurs célèbres du club
- Indra Sahdan Bin Daud (1998 - 2000)
- Lutz Pfannenstiel (1999 - 2000)
- Ryuji Sueoka (2006)
- Aide Iskandar (2007 - 2008)